# روزگار قریب
روزگار قریب یک مجموعه تلویزیونی ایرانی به کارگردانی و نویسندگی کیانوش عیاری است که نخستین بار از پاییز ۱۳۸۶ به مدت یک سال از شبکه سه سیما به نمایش درآمد. این مجموعه بر پایهٔ زندگی محمد قریب، پزشک ایرانی و بنیان‌گذار تخصص پزشکی اطفال در ایران ساخته شده است. روزگار قریب از سال ۱۲۹۵ هم‌زمان با شروع تحصیلات ابتدایی تا مرگ قریب در سال ۱۳۵۳ روایت می‌شود و با وقایع آن زمان مانند کودتای رضاخان، قحطی تهران در زمان جنگ جهانی دوم، حضور متفقین در ایران هم‌زمان است. در این مجموعه مهدی هاشمی، مهران رجبی، ناصر هاشمی، آفرین عبیسی، رضا کیانیان، حسین پناهی، رضا بهبودی، شهاب کسرایی، کاوه آهنگر و پرهام کرمی ایفای نقش می‌کنند.
فیلم‌برداری این مجموعهٔ از اواخر سال ۱۳۸۱ آغاز شده بود تا پاییز ۱۳۸۶ ادامه داشت. این مجموعه در شهرک غزالی فیلم‌برداری شده است.

## نقش‌ها
| بازیگر            | نقش                   | توضیحات                     |
| ----------------- | --------------------- | --------------------------- |
| مهدی هاشمی        | دکتر محمد قریب        | میانسالی دکتر قریب          |
| ناصر هاشمی        | دکتر محمد قریب        | دکتر قریب در آغاز میان سالی |
| شهاب کسرائی       | دکتر محمد قریب        | جوانی دکتر قریب             |
| کاوه آهنگر        | دکتر محمد قریب        | نوجوانی دکتر قریب           |
| پرهام کرمی        | دکتر محمد قریب        | کودکی دکتر قریب             |
| مهران رجبی        | میرزاعلی اصغر         | پدر دکتر قریب               |
| آفرین عبیسی       | زری مامان (زهرا قریب) | همسر دکتر قریب (میان سالی)  |
| بهاره افشاری      | زری مامان (زهرا قریب) | همسر دکتر قریب (جوانی)      |
| پرویز شاهین خو    | حکیم رحمت‌الله         | حکیم روستای گرکان           |
| حسین پناهی        | لطفعلی                | نوکر حکیم رحمت‌الله / گرکان  |
| رضا کیانیان       | سید رضا فیروزآبادی    | رئیس مریضخانه فیروز آبادی   |
| فرحناز منافی ظاهر | فاطمه                 | مادر دکتر قریب              |
| مهدی فریمان       | حسین قریب             | پسر دکتر قریب               |
| سیامک قماشی       | دکتر محسن ضیایی       | داماد دکتر قریب             |
| رضا بهبودی        | مهدی بازرگان          | رفیق دکتر قریب              |
| رضا بابک          | مهدی بازرگان          | رفیق دکتر قریب              |
| هوشنگ توکلی       | علی‌اکبر سیاسی         | رئیس دانشگاه تهران          |
| الناز حبیبی       | زهرا                  | خواهر دکتر قریب             |
| امیرحسین صدیق     | سیداحمد طبیب          | عموزاده دکتر قریب           |
| زهره حمیدی        | شمس پهلوی             | خواهر شاه                   |
| محمود بنفشه‌خواه   | یحیی عدل              | دوست دکتر قریب              |
| میر طاهر مظلومی   | ابوالفضل شکیبا        | بچه محل دکتر قریب           |
| مریم کاویانی      | خانم کاویانی          | سر پرستار                   |
| فریماه ارباب      | فریماه                | پرستار                      |
| شهناز شهبازی      | خانم شهبازی           | سر پرستار                   |
| مریم سلطانی       | خانم افراشته          | مادر شادن                   |
| محمد برسوزیان     | نایب                  | سرکرده امنیه‌ها              |
| رضا فیاضی         | دکتر فتوحی            | دوست دکتر قریب              |
| سپیده ذاکری       | مریم قریب             | دختر دکتر قریب              |
| اعظم فرهاد        | ناهید قریب            | دختر دکتر قریب              |

## دیگر بازیگران
- نورمحمد ذوالفقاری (سقای آب کاروان)
- افشین سنگ‌چاپ (عموی دکتر قریب)
- پروین میکده (مادر بزرگ دکتر قریب)
- رضا بنفشه‌خواه (فضل‌الله زاهدی)
- مهدی فرخ سیر (دکتر فرخ، شاگرد دکتر قریب)
- حمید دهاقین (دکتر معظمی)
- مریم بوبانی
- مهدی صباحی (شاه نعمت)
- سوسن پرور
- احمد یارعلی (اقوام دکتر قریب)
- محرم بسیم
- نفیسه روشن (اقوام دکتر قریب)
- بهناز جعفری (گدای ایستگاه ماشین دودی)
- سیامک اشعریون
- صبا کمالی (همسر سیداحمد طبیب)
- آتیه جاوید (آشنایان دکتر قریب)
- نورعلی لطفی (پدربزرگ دکتر قریب)
- یاسمن محب‌اهری (منشی دکتر قریب)
- فریده دژکامه (ملک طباطبایی، همسر مهدی بازرگان)
- رضا بهبودی (جوانی مهدی بازرگان)
- مهشید افشارزاده (همسر محمدرضا شاه پهلوی)
- فرید سجادی‌حسینی
- فرشاد سیدآقایی (دوست دکتر بازرگان)
- سمیه اسد (دختر عموی دکتر قریب)
- حسین راضی (مدیر مدرسه)
- امین ذوالفقاری (کودک تیفوسی)

## محل‌های تصویربرداری
- خانه شخصی دکتر قریب
- هتل قدیم رامسر
- ایستگاه گارماشین
- بیمارستان فیروزآبادی
- میمه
- فرحزاد
- قلعه بلند
- شهرک سینمائی غزالی
- بیمارستان بوعلی
- زندان قصر

## جوایز
| سال  | جایزه                  | رده                              | دریافت‌کننده  | نتیجه    |
| ---- | ---------------------- | -------------------------------- | ------------ | -------- |
| ۱۳۸۸ | یازدهمین دوره جشن حافظ | بهترین مجموعه تلویزیونی          | کیانوش عیاری | برنده    |
| ۱۳۸۸ | یازدهمین دوره جشن حافظ | بهترین کارگردانی تلویزیونی       | کیانوش عیاری | نامزدشده |
| ۱۳۸۸ | یازدهمین دوره جشن حافظ | بهترین فیلمنامه تلویزیونی        | کیانوش عیاری | نامزدشده |
| ۱۳۸۸ | یازدهمین دوره جشن حافظ | بهترین بازیگر مرد درام تلویزیونی | مهدی هاشمی   | برنده    |